# Leštiny
Leštiny jsou obec na Slovensku, v okrese Dolný Kubín v Žilinském kraji, na Oravě. Žije v nich 308 obyvatel.

## Historie
První písemná zmínka o vesnici pochází z roku 1325.

## Přírodní poměry
Obec leží v nadmořské výšce 586 metrů a její katastrální území má výměru 6,939 km².

## Pamětihodnosti
- Dřevěný artikulární evangelický kostel, národní kulturní památka a lokalita Světového dědictví UNESCO

## Osobnosti
- Jozef Gašparík (1861–1931), vydavatel, knihkupec a publicista
- Adolf Medzihradský (1835–1919), pedagog a národnokulturní pracovník
- Mikuláš Zmeškal (1759–1833), hudební skladatel a úředník